# Neophaenis aurea
Neophaenis aurea är en fjärilsart som beskrevs av William Schaus 1898. Neophaenis aurea ingår i släktet Neophaenis och familjen nattflyn. Inga underarter finns listade i Catalogue of Life.